# Mokka no nukarumi
Mokka no nukarumi (目下の泥濘?) è il secondo singolo della rock band visual kei giapponese Moran. È stato pubblicato il 23 luglio 2008 dall'etichetta indie SPEED DISK.

## Tracce
Dopo il titolo è indicata fra parentesi "()" la grafia originale del titolo.
1. Mokka no nukarumi (目下の泥濘?) - 4:26 (Hitomi - Zill)
2. Sea of fingers (Sea of fingers?) - 4:17 (Hitomi - Zill)
3. Konseki to canvas (痕跡とキャンバス?) - 5:44 (Hitomi - Soan)

## Altre presenze
- Mokka no nukarumi:
  - 03/07/2009 - Replay
- Sea of fingers:
  - 03/07/2009 - Replay
- Konseki to Canvas:
  - 03/07/2009 - Replay

## Formazione
- Hitomi - voce
- Velo - chitarra
- Zill - basso
- Soan - batteria